# Xenomicta cupreifera
Xenomicta cupreifera är en fjärilsart som beskrevs av Butler 1879. Xenomicta cupreifera ingår i släktet Xenomicta och familjen praktmalar, Oecophoridae. Inga underarter finns listade i Catalogue of Life.